# Coleophora monteiroi
Coleophora monteiroi é uma espécie de mariposa do gênero Coleophora pertencente à família Coleophoridae.